# The Musical Box Virtual

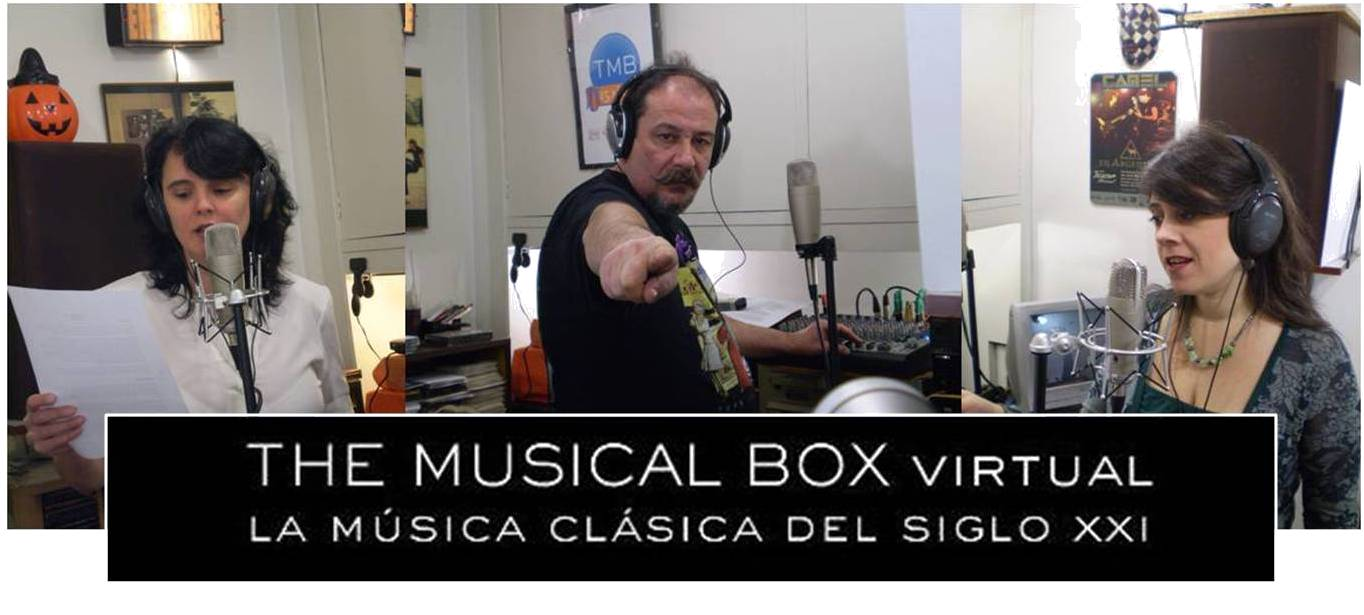
El actual equipo de The Musical Box Virtual: Marta Costa, Ricardo "Lancelot" Medina y Graciela Martínez Alzaga

The Musical Box Virtual (TMB Virtual) es el primer programa de radio argentino dedicado íntegramente al rock sinfónico y progresivo, que se transmite por internet con imagen y sonido, siendo pionero en la difusión de la que dio en llamar “la música clásica de este milenio”.

## Descripción
En este programa tiene su espacio el rock progresivo y sinfónico de todos los tiempos, difundiendo las últimas ediciones de las bandas contemporáneas del género junto a los clásicos, conciertos en vivo, material no editado y ediciones especiales, tratando que el oyente esté enterado no sólo de todas las novedades, sino también que pueda gozar de aquel material al que únicamente tienen acceso los coleccionistas de todo el mundo.
Pero no sólo es un programa musical, ya que en cada emisión se leen textos relacionados con la épica medieval, la ciencia ficción y la literatura fantástica, junto a la traducción de letras, contando con más de quinientos temas traducidos, que permiten apreciar la poesía contenida en las letras de las canciones.
Al incorporar la imagen, además de escuchar un programa de radio, el público puede ver cómo se realiza la transmisión del mismo. Esto también permite mostrar tapas de discos, fotos, memorabilia y cualquier otro material impreso vinculado a las bandas que se difunden, junto con un videoclip o show en vivo al cierre de cada hora.
Utilizando la mejor tecnología disponible, las transmisiones se hacen con una alta calidad de imagen y sonido, siendo al mismo tiempo accesibles para una gran cantidad de público video-oyente, ya que no se requieren programas ni equipos sofisticados para su visualización.
El programa cuenta con la producción artística de Ricardo “Lancelot” Medina y la conducción de Marcelo “Gawain” Ghio. La grabación, edición y transmisión se realiza desde los estudios “De La Bella Guardia”.
Las transmisiones con este formato comenzaron en febrero de 2008. Se emite un programa semanal con una duración aproximada de 2 horas, dividido en dos bloques de 1 hora cada uno. El mismo se encuentra disponible para ser visto por internet las 24 horas del día, durante toda la semana, hasta que es reemplazado por el siguiente, lo que ocurre cada sábado.
El lanzamiento del formato audiovisual mereció una mención en la edición Argentina de la Revista Roling Stone del mes de septiembre de 2008
En el mes de marzo de 2010, por motivos laborales y para radicarse en otro país, deja el programa Marcelo Ghio, conductor y cofundador de The Musical Box.  Es reemplazado por las dos colaboradoras permanentes del programa, Marta Costa, quien hace las traducciones desde 1996 y realiza la supervisión literaria, y Graciela Martínez Alzaga, quien es la web-master del sitio y supervisa todo lo que está relacionado con internet.  Actualmente ambas ejercen la coconducción junto a Ricardo “Lancelot” Medina, quien continúa siendo el productor general, realizando también la operación técnica, grabación y compaginación.  En esta nueva etapa, el programa ha ganado otro dinamismo, conservando siempre su estilo inicial, caracterizado por el buen gusto y la máxima estética.

## La historia
El programa The Musical Box comenzó a trasmitirse por Radio Palermo, desde el 18 de junio de 1994 ininterrumpidamente hasta el 29 de diciembre de 2007, y a lo largo de estos trece años, ha recorrido por toda la historia del rock progresivo creando un estilo inconfundible, presentando antes de su edición infinidad de álbumes.
Ganador de siete premios, incluidos mejor programa, mejor producción artística, mejor programa de música y mejor conducción, The Musical Box ha sido citado en diferentes medios como el referente más confiable del género y como fuente fidedigna de noticias relacionadas con el rock progresivo u opiniones relacionadas con ediciones o giras (Clarín, La Nación, Página 12; Revista 3 Puntos).
Las transmisiones por radio finalizaron en diciembre de 2007, para lanzar al año siguiente el nuevo formato audiovisual.

## Bandas y artistas
The Musical Box ha participado, ya sea en la producción o como colaboradores, de los conciertos realizados en Argentina de bandas como: ELP, Rick Wakeman, Pendragon, Steve Hackett, John Wetton, Alan Parsons, Jethro Tull, Yes, Camel, Fish, Ray Wilson, Peter Hammill, Steve Howe, Nolan y Barret, entre otros.
Se han efectuado entrevistas en vivo a músicos como John Wetton, Rick Wakeman, Steve Hackett, Fish, Arena, Anglagard, Pär Lindh Project, Pendragon, y vía telefónica a artistas de la talla de Keith Emerson, Tony Banks, Anthony Phillips, Andy Latimer, Steve Hackett, entre muchos otros, a los que también los oyentes tuvieron acceso para realizar sus propias preguntas.
En septiembre de 1998 participó en la “Exposición del Vinilo - Feria de Coleccionismo en Buenos Aires”, organizada en el Barrio de San Telmo, exponiendo una vasta colección de material.
El músico Clive Nolan, en ocasión de presentar su proyecto Caamora en Argentina, ha brindado un show exclusivo para el programa, y también fue entrevistado en vivo.
Durante el año 2009, The Musical Box ha colaborado en la promoción de la gira sudamericana de Peter Gabriel, que lo trajo por tercera vez a la Argentina.  También se ha realizado una entrevista telefónica a Patrick Moraz en ocasión del lanzamiento de su último disco Change Of Space.

## Equipo
- Marta Costa: Traducciones, coconductora a partir de marzo de 2010
- Graciela Martínez Alzaga: Producción y web-master, coconductora a partir de marzo de 2010
- Ricardo “Lancelot” Medina: Operación técnica, grabación y compaginación
- Marcelo “Gawain” Ghio: Conducción hasta marzo de 2010
- Sebastián Quesada Buschiazzo: Asesoramiento técnico
- Idea, Realización y Producción General: Ricardo “Lancelot” Medina